# مذبحة كفر قاسم
مذبحة كفر قاسم (بالعبرية: טבח כפר קאסם) هي مجزرة نفذها حرس الحدود الإسرائيلي في 29 أكتوبر 1956 ضد مواطنين فلسطينيين عُزَّل في قرية كفر قاسم راح ضحيتها 49 مدنيًا عربيًا: منهم ثلاثة وعشرين طفلًا دون الثامنة عشر، حاولت حكومة إسرائيل بقيادة بن غوريون التستر على المجزرة ومنع نشرها.
قُدِّم رجال شرطة الحدود الذين شاركوا في إطلاق النار إلى المحاكمة وأدينوا وحُكم عليهم بالسجن، لكن جميعهم حصلوا على عفو وأُطلق سراحهم في غضون عام. وحُكم على قائد اللواء بدفع غرامة رمزية. وجدت المحكمة الإسرائيلية أن الأمر بقتل المدنيين كان «غير قانوني بشكل صارخ».
صرح يسسخار شدمي - المسؤول الأعلى رتبة الذي تمت مقاضاته بتهمة المذبحة - قبل وقت قصير من وفاته، أنه يعتقد أن محاكمته نُظمت لحماية أعضاء النخبة السياسية والعسكرية الإسرائيلية، بمن فيهم رئيس الوزراء بن غوريون من تحمل المسؤولية عن المجزرة.
في ديسمبر (كانون الأول) 2007، اعتذر رئيس إسرائيل شمعون بيريز رسميًا عن المذبحة.

## وصف عام للمجزرة

### التوقيت والسياق
وقعت المجزرة في اليوم الأول للعدوان الثلاثي البريطاني- الفرنسي- الإسرائيلي، على مصر عام 1956 في أعقاب تأميم قناة السويس من قبل مصر بقيادة جمال عبد الناصر، وخلال أيام الحكم العسكري الذي فرضته إسرائيل على المواطنين العرب، حيث أعلنت قيادة الجيش الإسرائيلي المرابطة على الحدود الإسرائيلية الأردنية في 29 أكتوبر 1956 عن حظر التجول في القرى العربية داخل إسرائيل والمتاخمة للحدود وهي: كفر قاسم، الطيرة، كفر برا، جلجولية، الطيبة، قلنسوة، بير السكة وإبثان، وذلك تحسبًا لوقوع معركة على الحدود الاردنية، وفي أدلة كشفت لاحقاً إن مجزرة كفر قاسم نفذت ضمن خطة تهدف إلى ترحيل فلسطينيي منطقة «المثلث الحدودي» (بين فلسطين 1948 والضفة الغربية التي كانت آنذاك جزءًا من الأردن) التي تقع فيها بلدة كفر قاسم، بواسطة ترهيب سكانها، خطة حملت اسم خطة «خلد».

### وصف عام
وقعت المجزرة مساء يوم 29 أكتوبر 1956، بعد أن قررت قيادة الجيش الإسرائيلي فرض حظر التجول على سكان كفر قاسم وقرى عربيّة أخرى متاخمة للحدود الاردنية آنذاك، كخطوات تحضيرية لشن حرب على مصر، نقل قائد المنطقة الوسطى تسفي تسور الأوامر للضباط والألوية الميدانيين، وأوكلت مهمة تطبيق حظر التجول على وحدة حرس الحدود بقيادة الرائد شموئيل ملينكي، وبقيادة مباشرة من قائد كتيبة الجيش المرابطة على الحدود يسسخار شدمي، أعطى شدمي الأوامر أن يكون منع التجول من الساعة الخامسة مساءً حتى السادسة صباحًا، وحسب التوثيق التاريخي للمجزرة، أوعز شدمي لمالينكي بتنفيذ حظر التجول بيد من حديد، وبلا اعتقالات إنما باستعمال القوة ضد المخالفين، وحين سُأل عن مصير من لم يعلم بالحظر أجاب شدمي: «الله يرحمه».
تم إبلاغ مختار القرية قبل نصف ساعة فقط من بدء منع التجول، والذي حذر أن مئات من أهل القرية يعملون خارجها ولم يعودوا بعد ولن تكفي نصف ساعة لإبلاغهم، إلا أن مندوب الجيش أجابه أنه سيتم الاهتمام بهم. بعد نصف ساعة وفي الخامسة مساءً بدأت المذبحة حيث تواجدت أربع فرق لحرس الحدود على مداخل القرية، وأخذت بإطلاق النار وإعدام كل من تواجد في الخارجً، وكل من كان عائدًا إلى القرية. وخلال ساعة واحدة سقط في طرف القرية الغربي 43 شهيدًا، وفي الطرف الشمالي سقط 3 شهداء، وفي داخل القرية سقط شهيدان، وكان من بين الشهداء في كفر قاسم 9 نساء، و4 طفلات و17 طفلاً وفتى دون الثامنة عشرة، منهم 5 أطفال دون العاشرة. كان إطلاق النار داخل القرية كثيفًا وأصاب تقريبًا كل بيت، وجرح 18 أخرين.
حاولت الحكومة إخفاء الموضوع ولكن الأنباء عن المجزرة بدأت تتسرب فأصدرت الحكومة الإسرائيلية بياناً يفيد بإقامة لجنة تحقيق، توصلت اللجنة إلى قرار بتحويل قائد وحدة حرس الحدود وعدد من مرؤوسيه إلى المحاكمة العسكرية، استطاع الناشط الإسرائيلي لطيف دوري، وعضوا الكنيست توفيق طوبي ومائير فيلنر اختراق الحصار المفروض على المنطقة ونقلوا الأخبار إلى العالم.
استمرت محاكمة منفذي المجزرة حوالي عامين والتي اعتبرت صورية وشكلية، في 16/10/1958 أطلق سراح آخرهم، أما العقيد يسسخار شدمي، صاحب الأمر الأول في المذبحة فقد قدم للمحاكمة وفي مطلع عام 1959 صدر الحكم بحقه وكانت عقوبته التوبيخ ودفع غرامة مقدارها قرش إسرائيلي واحد.
وصل عدد الضحايا إلى (49) شهيدًا، 2.5% تقريبًا من عدد سكان كفر قاسم الذي لم يتجاوز الألفي نسمة آنذاك، ولم تبق عائلة في كفر قاسم إلا وفقدت شهيداً.
وفي البلدات المجاورة قتل طفل من الطيبة عمره 14 سنة. وفي الطيرة قتل رجل في ال 60 من عمرة، وفي باقة الغربية فقد أحد الشبان وعمرة 14 عامًا.

### المسؤولون الإسرائيليون وقت حدوث المجزرة
- دافيد بن غوريون رئيس الحكومة الإسرائيلية ووزير الدفاع.
- موشية ديان، قائد أركان الجيش الإسرائيلي.
- تسفي تسور، قائد المنطقة الوسطى والمسؤول العسكري عن منطقة المثلث التي امتدت من أم الفحم شمالًا وإلى كفر قاسم جنوبًا.
- المقدم يسسخار شدمي، قائد لواء الجيش في المنطقة الحدودية، ومن أعطى الأوامر بالقتل.
- شموئيل مالينكي قائد فرقة حرس الحدود التي ضمت إلى لواء الجيش بقيادة يسسخار شدمي.
- غبريئيل دهان قائد السرية المسؤولة عن كفر قاسم.
- شالوم عوفر قائد الزمرة التي رابطت على المدخل الغربي للقرية حيث سقطت الغالبية الساحقة من الشهداء.[16]

### تسلسل أحداث المجزرة
صباح الاثنين 29 أكتوبر 1956، أبلغ الجنرال تسفي تسور قائد المنطقة الوسطى المقدم يسسخار شدمي قائد كتيبة الجيش المرابطة على الحدود، وقادة الألوية في تلك المنطقة، عن السياسة التي قررها رئيس الوزراء ووزير الدفاع دافيد بن غوريون للتعامل مع العرب في منطقة الحكم العسكري، وهي ضمان الهدوء التام على هذه الجبهة لصالح العمليات في سيناء.
على إثر هذه الأوامر قام المقدم شدمي بزيادة ساعات منع التجول الاعتيادي الذي كان مفروضًا على القرى العربية ومحيطها في ذلك الوقت، وقرر بدأ حظر التجول ابتداءً من الساعة الخامسة مساءً بدل التاسعة (الأمر الذي اعتبر تجاوز لصلاحياته)، حيث كان الحظر اليومي المعتاد في هذه الأيام من الحكم العسكري يبدأ في التاسعة على الطرق المحيطة وفي العاشرة داخل القرية.
أوكلت مهمة تطبيق حظر التجول على وحدة حرس الحدود بقيادة الرائد شموئيل ملينكي، على أن يتلقى هذا الأوامر مباشرة من قائد كتيبة الجيش المرابطة على الحدود يسسخار شدمي، أعطى شدمي الأوامر أن يكون منع التجول من الساعة الخامسة مساءً حتى السادسة صباحًا، وأشار شدمي لمالينكي عدة ساعات قبل حصول المجزرة، أن منع التجول في هذه المرة سيتميز بالشدة واللجوء إلى القوة في حال ظهور من يخالف الأوامر من العرب، ويضيف شدمي أنه لن تكون هناك اعتقالات إنما قتل بالرصاص حالاً للمخالفين. وأضاف شدمي: قتيل واحد أو عدد من القتلى أفضل من التورط باعتقالات، وحين سأله مالينكي عن مصير العائدين إلى قراهم بعد ساعات منع التجول، أجابه «الله يرحمه». قال ذلك باللغة العربية وأضاف: «بدون عواطف». وقد أنكر شدمي لاحقًا هذه الأقوال التي أوردها مالينكي في شهادته.
عقد مالينكي اجتماعًا مع ضباط فرقته (14 ضابطًا برُتب مختلفة) وبينهم الملازم غابرئيل دهان (قائد الفرقة المسؤولة عن كفر قاسم) وأبلغهم بأمر حظر التجول وأنه يجب عدم أخذ معتقلين، فكل من يخالف يطلق عليه الرصاص ويقتل، وإذا وقع قتلى فإن هذا سيساعد على فرض منع التجول في الليالي القادمة، وأضاف أن: «كل من يرى خارج البيت يطلق عليه الرصاص من أجل قتله» (ورد في نص قرار حكم مالينكي وجنوده ص102).
وسأل الضابط آريه منشس: ماذا سيكون مصير النساء والأطفال؟ فأجابه مالينكي: «مصيرهم مثل مصير الآخرين: بدون مشاعر». وعاد منشس سائلا عن مصير العمال العائدين إلى قراهم ليجيبه مالينكي «الله يرحمه»! فهكذا قال قائد اللواء، أي شدمي.
وجاء في محضر الجلسة المذكورة: (ابتداءً من هذا اليوم في الساعة 17:00 يفرض منع التجول على قرى الأقليات حتى الساعة السادسة صباحًا. جميع مخالفي منع التجول يطلق الرصاص عليهم من أجل قتلهم).
وصلت سرية الملازم غابريئل دهان إلى قرية كفر قاسم، ووزع هذا مجموعته إلى أربع زمر، رابطت إحداها عند المدخل الغربي للبلد بقيادة شالوم عوفر، في الساعة 16:30 من اليوم نفسه استدعى العريف يهودا زشنسكي مختار كفر قاسم وديع أحمد صرصور وأبلغه بقرار منع التجول وطلب منه إبلاغ الأهالي، قال المختار إن 400 شخصًا يعملون خارج القرية ولم يعودوا بعد ولن تكفي نصف ساعة لإبلاغهم، فوعد العريف أنه «سيهتم بهم».
مع اقتراب الساعة الخامسة كانت وحدات حرس الحدود منتشرة على مداخل القرية وفي الساعة الخامسة تلقوا كلمة السر لبدء العملية وهي «أخضر»، بدأت المجزرة الساعة الخامسة مساءً 17:00، عند طرف القرية الغربي، حيث رابطت فرقة شالوم عوفر على المدخل الرئيسي، وبدأ العمال والفلاحون العرب بالعودة إلى القرية بعد الانتهاء من عملهم، خلال ساعة واحدة أوقف جنود حرس الحدود كل عائد للقرية، وتم إيقاف كل عائد يسير على قدميه، وكل راكب دراجة، وكل عربة وسيارة. تأكدوا من هويتهم بأنهم من سكان كفر قاسم وأمروهم جماعة بعد الأخرى بالاصطفاف على حافة الطريق وأطلقوا النار عليهم تنفيذًا لأمر ضابطهم شالوم عوفر الذي قال: «احصدوهم». وبعد كل عملية «حصاد» كانت فرقة حرس الحدود تبتعد عن الطريق غربًا عن الجثث حتى لا تثار مخاوف القادمين الجدد قبل وصولهم إلى موقع الفرقة، تمت عملية القتل على تسع موجات، وفي موقع أخر لاحق الجنود عمال عائدين وأطلقوا النار عليهم من الخلف.
قُتل 43 شهيدًا عند مدخل القرية الغربي، ثلاثة سقطوا في الطرف الشمالي للقرية ووسط القرية سقط شهيدان.

### الدفن وخطف الجثث
مباشرة بعد المجزرة قام أفراد شرطة حرس الحدود بتكديس جثث الشهداء ال (49) في شاحنة، وتم إلقائهم في منطقة قريبة من مركز الشرطة في بلدة رأس العين (روش هاعين) القريبة، تم دفن الجثث هناك بشكل موقت، وبعد يومين تقرر دفنهم في مقبرة القرية، حينها استدعى الجنود أفراد من القرية للتعرف على الجثث، تم تشخيص 47 جثة وبقيت جثتان لامرأتين لم ينجح أحدٌ في التعرف عليها بسبب كثرة التشويه.
تم دفن الشهداء في كفر قاسم بعد أن استدعت قوات الحكم العسكري عنوة عمال من قرية جلجولية المجاورة، وأجبرتهم على حفر القبور. وتمت عملية الدفن تحت حالة من التهديد والخوف، ودون الاهتمام بحرمة الميت والشريعة الاسلامية.

### نهاية حظر التجول
أُعلن عن انتهاء أمر منع التجول في 31 أكتوبر 1956 الساعة العاشرة صباحاً، ومباشرة خرج أهالي كفر قاسم عن بكرة أبيهم إلى الشارع الرئيسي في القرية، متوجهين إلى مدخل القرية الغربي وليكتشفوا حجم المجزرة والقتل ولا زالت آثار الدماء تصبغ المكان، وأخذوا يروون ما شاهدوا وما لحق بهم، وسرعان ما سار السكان في مسيرة غاضبة إلى بيت المختار مطالبين بعدم السكوت على مجزرة القرية الدامية. خلال وقت قصير تبين كذلك أن عملية دفن الضحايا كانت خاطئة وغير مقبولة، مما حدا أهالي القرية لاحقًا بالخروج الجماعي متحدين الأوامر وترتيب دفن يليق بالشهداء، وقد وصلت قوات كبيرة من حرس الحدود إلى القرية في ساعة الجنازة المجددة، وأمرت الأهالي بالالتزام بالهدوء.

## التستر وكشف النقاب عن المجزرة

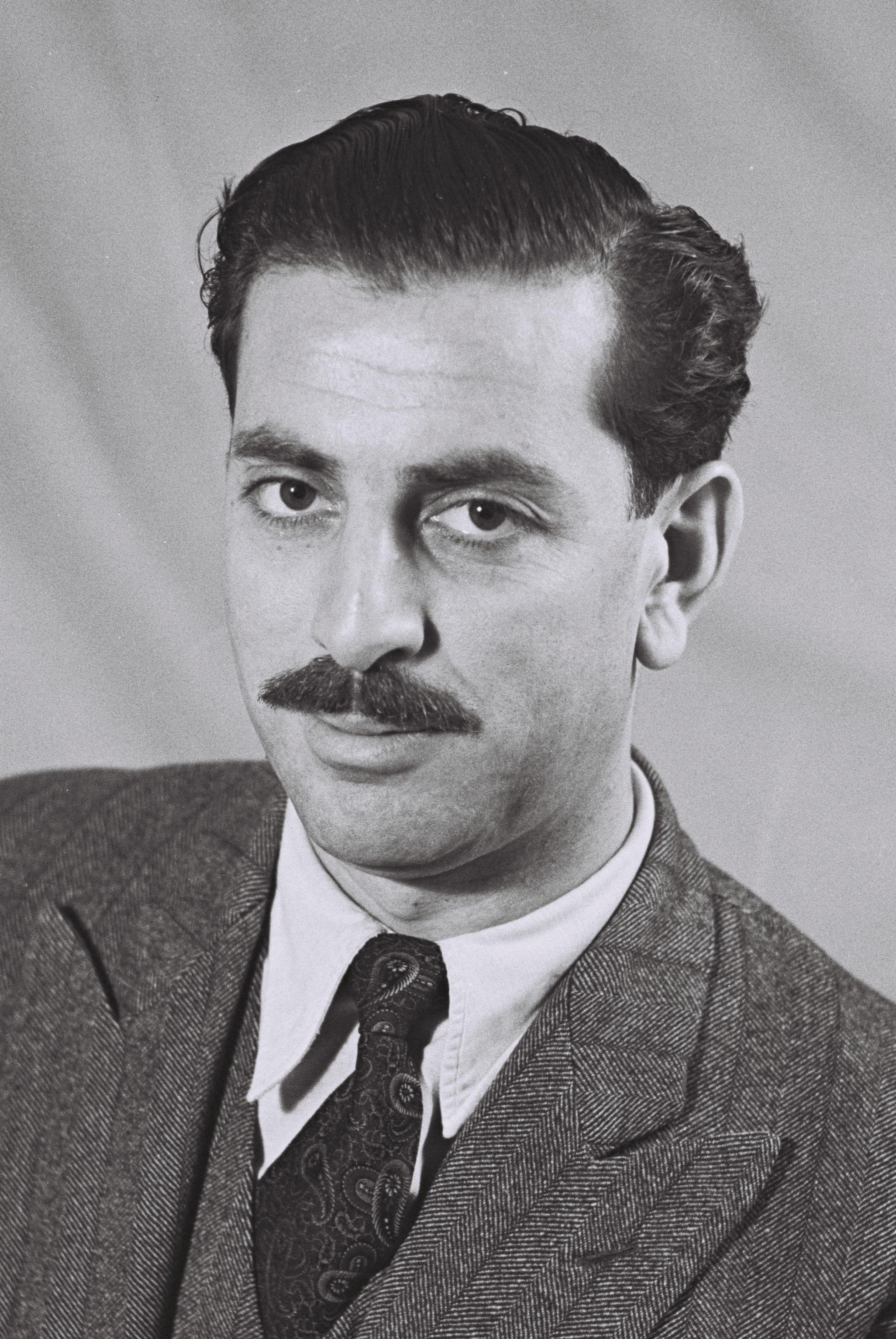
النائب توفيق طوبي 1922-2011

عندما وصل خبر المذبحة إلى قيادة الجيش والحكومة، أصدروا أمرُا يمنع نشر أي تفصيل عما حدث في كفر قاسم، وفرض على القرية نفسها حصار كامل، ولم يسمح لإنسان بالخروج من القرية أو الدخول إليها، بما في ذلك أعضاء الكنيست. لم يكشف النقاب عن المجزرة إلا بتاريخ 13 نوفمبر 1956، نشر أول خبر في الصحف بعد أسبوع من المجزرة بتاريخ 6 نوفمبر 1956. وأفاد الخبر أنه: "تشكلت لجنة تحقيق للبت في أحداث كفر قاسم، جلجولية والطيبة". وأضاف أن "بعض العرب قتلوا وأصيبوا أثناء منع التجول الذي فرض على هذه القرى في 29 تشرين الأول.
عضو الكنيست عن الحزب الشيوعي الإسرائيلي توفيق طوبي كان أول من طالب بالتحقيق في الموضوع بعد أن عرف عن المجزرة بواسطة نائب عربي تابع لحزب «ماباي»، إلا أن مراقبة شديدة فرضت على سجلات الكنيست حالت دون نشرها، وقام بدورة بإدراج الموضوع على جدول الكنيست إلا أن طلبه رفض، لكن الأمر بدأ بالانكشاف، مما اضطر الحكومة إلى إصدار بيان وكان ذلك في 11 نوفمبر 1956 وأعلن فيه: أنه في ذلك التاريخ أعلن منع التجول، بهدف المحافظة على حياة الناس وأن عدد من الناس الذين عادوا إلى بيوتهم بعد فرض منع التجول أصيبوا على يد حراس الحدود وعين رئيس الحكومة لجنة تحقيق لتستوضح ظروف الحادث. وقررت لجنة التحقيق التي شكلت بعد استماعها للشهود، دفع تعويض 1000 ليرة لكل عائلة وأحالت قسم من المسؤولين للمحكمة العسكرية، وصدر بعدها عدد من البيانات التي لم تذكر عدد الضحايا واستمر كذلك منع التجول.
في 20 نوفمبر 1956 قام أعضاء الكنيست توفيق طوبي ومائير فيلنر بالدخول إلى كفر قاسم تسللا محاولين جمع الشهادات ومعرفة الحقيقة، من خلال استخدام حصانتهم البرلمانية، ودونت الشهادات وقاما بنشر مذكرة في 23 نوفمبر 1956، ووزعت إلى مئات الأشخاص في الداخل والخارج وباللغة العربية والعبرية والإنجليزية، وتطرقت الشهادات إلى أسماء الضحايا وظروف قتلهم وطالبت بمحاكمة المسؤولين.
كان أول الردود العالمية هو إذاعة راديو موسكو لتفاصيل المجزرة، ونقلت سفارة إحدى الدول الاشتراكية مذكرة طوبي وفلنر إلى مندوبها في الأمم المتحدة الذي وزعها على أعضاء الجمعية العامة، وبدأت الصحف العالمية والعربية بنشر الخبر وتفاصيل المجزرة.
وكان لطيف دوري الناشط في حزب مبام حينذاك، قد نجح بالتسلل للقرية بعد ثلاثة أيام من وقوع المجزرة، واستطاع أن يحصل على شهادات الجرحى والشهود الموقعة من طرفهم، والتي أصبحت فيما بعد من الوثائق المهمة التي تشهد على المجزرة، وعمل بالتعاون مع صحافيين مثل أوري أفنيري، الذي حرر أسبوعية «هعولام هزيه»، ونخبة من المثقفين والأدباء اليهود عملوا على توزيع نشرة بعنوان «كل شيء عن كفر قاسم» أُصدرت في ديسمبر 1956 محاولين الالتفاف على قوانين الرقابة، حيث قدمت الحقائق التي وصلت من لطيف دوري وغيره ووضعت أمام الرأي العام، وتبع ذلك موجة عارمة من المقالات ورسائل القراء مطالبة بمحكمة علنية.

## المحكمة
لم يقدم جميع المسؤولين عن الجريمة للمحاكمة ومن ضمنهم يسسخار شدمي الذي أعطى الأوامر، وتم محاكمة الجنود الذين تواجدوا على مدخل كفر قاسم الرئيسي فقط، ولم تتطرق المحكمة إلى السياسة الرسمية التي أدت إلى هذه المجزرة، إلا أنها شجبت أوامر القتل وعرَّفت من خلال قراراها معنى ما يسمى الأوامر غير الشرعية المتعمدة، أوامر تعلوها راية سوداء كما عرفتها المحكمة، وهي التي يتوجب على الجندي رفض الامتثال إليها إذا ما وجهت اليه.

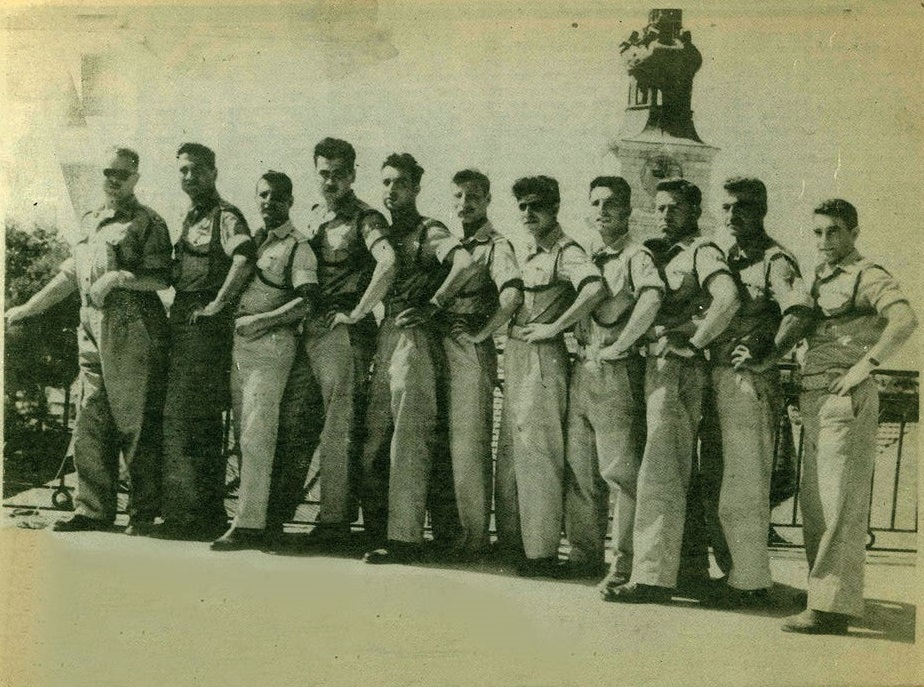
المتهمون بمذبحة كفر قاسم. أقصى اليسار - شموئيل ملينكي.

قدم 11 فرد من حرس الحدود التي قاموا بالمجزرة إلى محاكمة عسكرية استمرت 22 شهرًا، صدرت بحقهم أحكام تتراوح بين 7-17 عام واستند الحكم أنهم نفذوا أوامر كان عليهم رفضها، وبرأت اثنين منهم هم إسماعيل عبد الرحمن (شركسي)، وزكريا شعبان سعيد (شركسي). وكانت هيئة المحكمة برئاسة القاضي الدكتور بنيامين هليفي، وجاء في الحكم الذي صدر في تشرين أول 1958، بين أمور أخرى، أن جنود حرس الحدود أطلقوا النار على مواطنين عرب بدم بارد، وعن سبق إصرار. وجاء في الحكم، أن أمر منع التجول الذي يشمل أمرا عامًا بإطلاق النار على أناس بهدف قتلهم، دون تحديد لتلك الحالات- غير العادية- التي فيها ضرورة لاستخدام هذه الوسيلة المتطرفة لفرض منع التجول، هو غير قانوني، وهو ليس سوى أمر بالقتل. وجاء في القرار أن الحقيقة الأساسية واضحة: «كل الضحايا كانوا بلا حول ولا قوة تماما، وأن قتلهم في كل حالة هو قتل بدم بارد، دون أي مبرر أمني ودون أي مبرر قانوني»، وخاصة أن بقية الفرق العسكرية في القرى الأخرى قرروا عدم تنفيذ الأوامر بشكل حرفي، وكان هناك جنود من بين أفراد الفرقة ذاتها الذين لم ينفذوا الأوامر.
حكم على الرائد شموئيل ملينكي بالسجن مدة 17 عامًا وعلى غبريئيل دهان وشالوم عوفر بالسجن 15 عامًا بتهمة الاشتراك بقتل 43 عربيًا، بينما حكم على الجنود الآخرين السجن لمدة 8 سنوات بتهمة قتل 22 عربيًا، لم تبق العقوبات على حالها. قررت محكمة الاستئنافات تخفيفها: ملينكي – 14 عاماً، دهان – 10 أعوام، عوفر – 9 أعوام. جاء بعد ذلك قائد الأركان وخفض الأحكام إلى 10 أعوام لملينكي، 8 لعوفر و 4 أعوام لسائر القتلة. ثم جاء دور رئيس الدولة الذي خفض الحكم إلى 5 أعوام لكل من ملينكي وعوفر ودهان، ثم قامت لجنة تسريح المسجونين وأمرت بتخفيض الثلث من مدة كل من المحكومين، وأصدر رئيس الدولة عفوًا للمتهمين، وبالتالي لم يسجن أيًا من المتهمين لأكثر من ثلاث سنوات، وفي سنة 1960 أطلق سراح أخر مرتكبي المجزرة.

### محكمة شدمي

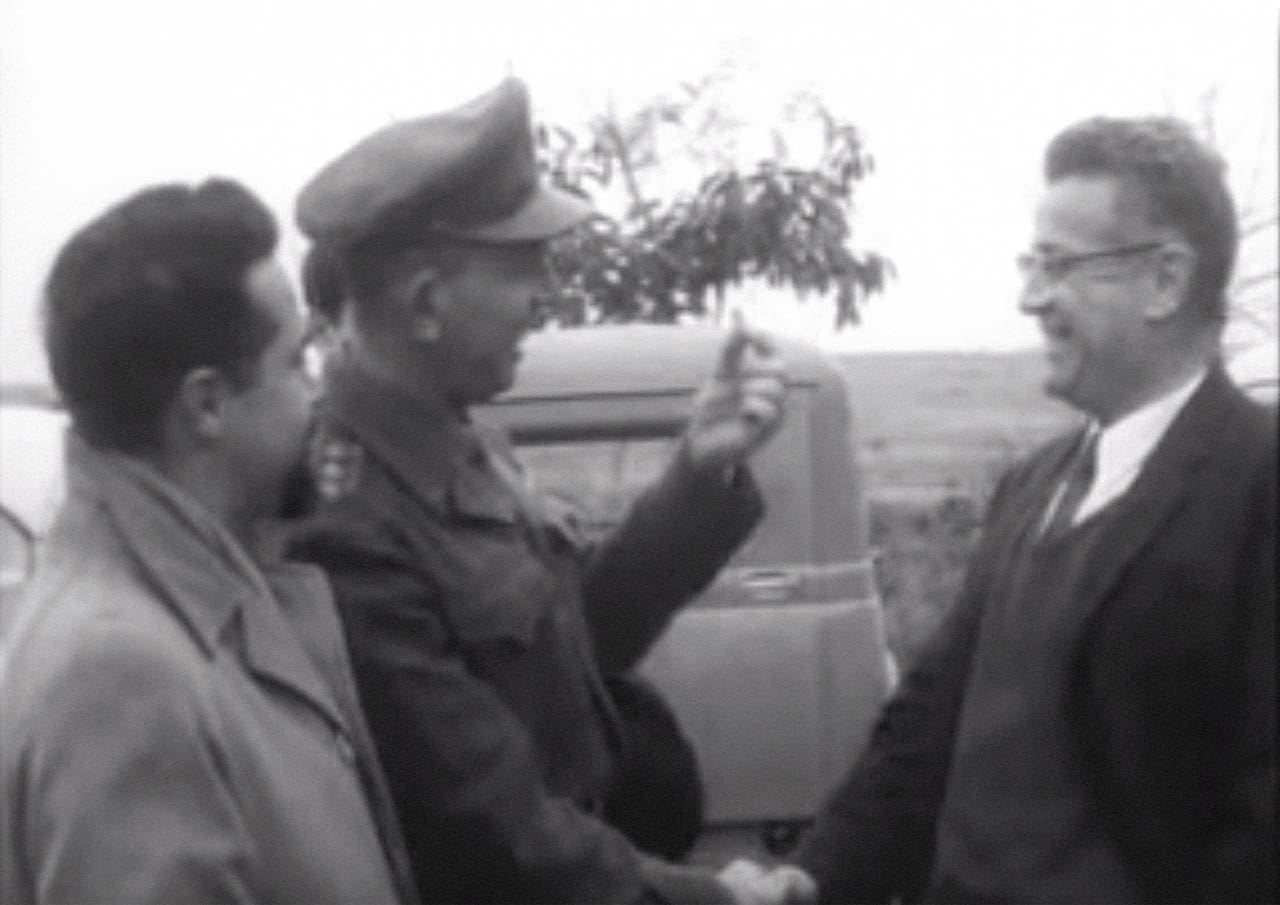
يسسخار شدمي في نهاية محاكمته يحمل قرشًا - مقدار الغرامة التي فُرضت عليه.

أدى الضغط الإعلامي والجماهيري والمطالبات بمعاقبة المسؤولين الحقيقيين عن المجزرة إلى تقديم شدمي لمحاكمة عسكرية، وعقدت هذه المحاكمة في 24 ديسمبر 1958 أي بعد مرور سنتين على المجزرة، وأنهت عملها بعد شهرين، في قرارها أخلت مسؤوليته عن المجزرة، وكانت عقوبته التوبيخ ودفع غرامه مقدارها قرش إسرائيلي واحد بسبب زيادة عدد ساعات منع التجول خارج نطاق صلاحيته، عقوبة أصبحت تعرف ب «قرش شدمي»، للدلالة على المحاكمة الصورية.

## صلحة الحاكم العسكري

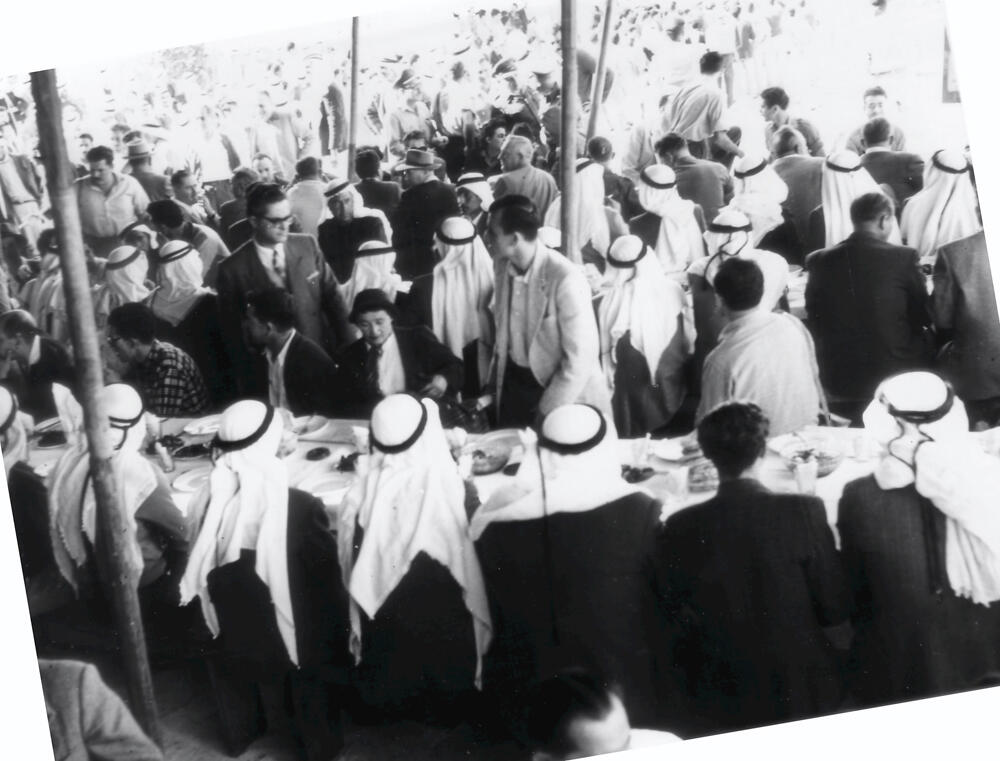
تناول وجبة خلال الصلحة التي عُقدت في كفر قاسم عقب المذبحة عام 1957.

بعد مرور عام وشهر على المجزرة وقبل أن تنتهي محكمة مالينكي وجنوده العشرة، عقدت في كفر قاسم في ساحة المدرسة مراسيم صلحة (صلح عشائري) بين الدولة والقرية، بضغط متواصل من قبل الحاكم العسكري من أجل إغلاق ملف كفر قاسم، والتلميح للشارع الإسرائيلي، أن الجريمة غُفِرَت. ففي 20 تشرين الثاني 1957 نصب الحاكم العسكري خيمة كبيرة أجلس فيها كل رجالات القرية وعلى رأسهم المختار ومن الجانب الإسرائيلي شارك وزير الشرطة بيخور شطريت وقائد المنطقة تسفي تسور وضابط الحكم العسكري العقيد شاحار وغيرهم، وكتبت الصحف تفيد أنه ذُبح في تلك المناسبة (15) خروفاً و (100) دجاجة حسب الشريعة اليهودية وعلى حساب الجيش الإسرائيلي.
وجاء في كتاب كفر قاسم الماضي والحاضر2001، أن بن غوريون كان معنيًّا بهذا الطقس قبل نهاية محاكمة مرتكبي المجزرة، ليتم التمهيد للعفو عنهم، ومن ناحية أخرى من أجل قطع الطريق على أسر الضحايا في المطالبة بالتعويضات المرتكزة إلى مسؤولية الدولة المباشرة عن المجزرة، وإعفاء الدولة من تحمل أي مسؤوليات مستقبلية عن هذا الملف. حيث شكلت لجنة من وراء الكواليس تابعة للحكم العسكري، وعقدت صفقة تقرر بموجبها منح 5000 ليرة فقط لكل عائلة شهيد، وهو ما يعادل الثلث من المبلغ المستحق في حالات مشابهة لتعويض ضحايا «الحرب».

## مصير المتهمين الرئيسيين بالمجزرة
- يسسخار شدمي تابع خدمته وتقدمه في المناصب العسكرية حتى عام 1963، ثم أنهى خدمته كقائد كتيبة 200، وحارب في حرب الأيام الستة واستمر في خدمة الاحتياط، وانتقل إلى السوق الحر، واستمر بإنكار إعطائه الأوامر بتنفيذ المجزرة حسب شهادة ملينكي.
- شموئيل ملينكي، بعد أن تم تخفيض عقوبته من 17 سنة إلى 7 سنوات، قضى ثلاث سنوات وأربعة أشهر في السجن، وتم الإفراج عنه لأسباب صحية، بعد خروجه أعاد له بن غوريون رتبه العسكرية التي جُرد منها، وعينه لاحقًا ضابط لأمن المفاعل النووي في ديمونا، ثم تقاعد من الجيش عام 1964، تم الاعتراف به عمعاق عسكري لأسباب صحية، وتوفي في العام 1978.
- غابريئل دهان، حكم عليه بالحبس لمدة 10 سنوات، لم يمضي في السجن أكثر من ثلاث سنوات، بعد السجن عاد ليعيش في مدينة اللد مع عائلته وتم تعيينه مسؤولً أمنيًا في البلدية للمهمات الخاصة من بينها شؤون العرب، بعد ذلك بوقت قصير ترك البلاد إلى أوروبا، وقام بتغيير اسم عائلته، وحاول منع الكشف عن هويته وقد أصبح رجل أعمال ناجح هناك، وقد كشفت صحيفة هأرتس العام 2006 أن اسم عائلته الجديد هو داغان.[26] وفي أكثر من تحقيق صحفي نشر في إسرائيل تم التأكيد أنه تلقى منصبًا هامًا في مؤسسة مالية صهيونية، مقربة من الدولة، ولم يبدي أسفه أو ندمه على فعلته كذلك.
- شالوم عوفر، كان عمره 25 عام حين حصول المجزرة، حكم عليه بالسجن لمدة 10 سنوات لم يكملها في السجن كالباقين، وهو صاحب الأمر «احصدوهم»، في مقابلة لاحقة بعد 30 عام من المجزرة للصحفية داليا كرفل في صحيفة هعير (المدينة، في 10 أكتوبر 1986)، لم يبدي أي ندم على فعلته، وصرح أن عملية سجنهم كانت صورية وفترة محكوميتهم كانت مريحة ومدللة، وكشف كذلك أن المتهمين وقعوا على تعهدات بالسرية وفيما لو نقضوها كان من الممكن سجنهم لمدة 15 عام، وحسب رأيه كان ذلك محاولة لمنع التحقيق من الوصول إلى القيادات العليا تسور وبن غوريون وديان.[27]

## خطة الخلد، س-59
خطة «خلد» (اللغة العبرية: חפרפרת) هي خطة احترازية أعدتها حكومة بن غوريون في مطلع الخمسينات وسميت س-59 أو «خُلد»، بهدف التنفيذ في حال نشوب حرب على الجبهة الشرقية مع الأردن، لب هذه الخطة هو تهجير جماعي وقصري للمواطنين العرب سكان المثلث، حيث يفيد بحث نشره الصحفي روبيك روزنتال أن الخطة وضعت على الطاولة إبان العدوان الثلاثي، وتم إجراء مناورات تدريبية لإجرائها، ثم تم إلغاء الخطة لعدم نشوب حرب مع الأردن. وكان روزنتال نشر تفاصيل هذه الخطة في كتابه «كفر قاسم: التاريخ والخرافة»، ولا يعرف فيما إذا كانت المجزرة مخططة مسبقًا أم لا، إلا أن البحث يكشف أن الجنود تصرفوا وفق الأوامر الحرفية بسبب معرفتهم المسبقة أن إطار عملهم هو خطة الخلد، ويكشف روزنتال أن حقيقة وجود هذه الخطة قد ذكر عدة مرات خلال المحاكمة، واعترفت بوجودها عدة شخصيات إسرائيلية.
وكان روزنتال قد كشف هذه التفاصيل بعد مرور 35 عاماً على وقوع المجزرة، بعد إجرائه بحث لغرض كتابة مسرحية حول الموضوع فالتقى الكثير من الشخصيات الضالعة بالقضية، وتمكن من قراءة محاضر محكمتي ملينكي وشدمي في الأرشيف التابع للجيش الإسرائيلي، ووثائق لم يكشف عنها قبل ذلك. ويقول روزنتال أنه ليس من الممكن فهم المذبحة دون معرفة المخطط العسكري المذهل الذي شكل الخلفية لها. ومما يستدل إليه وفق هذا الكشف، أن مجزرة كفر قاسم لم تكن خطأ في فهم الأوامر، إنما جزء من خطة عسكرية مبيتة تهدف إلى ترحيل الفلسطينيين ممن أصبحوا مواطنين في دولة إسرائيل، بناء على اتفاقية رودوس 1949 التي نصت على نقل قرى المثلث من ام الفحم شمالًا إلى كفر قاسم جنوبًا من السيادة الأردنية إلى الإسرائيلية، وشملت بنود تحمي أهالي المثلث وأملاكهم. وهذا بعد نهاية الحرب رسميًا.

## اعتراف واعتذار
لم تعترف أي من حكومات اسرائيل بمسؤوليتها عن المجزرة، في العام 2007 أعرب شمعون بيريز رئيس إسرائيل آنذاك عن اعتذاره لأهالي القرية لحدوث المجزرة، خلال زيارة قام بمناسبة عيد الأضحى. وفي العام 2014 شارك الرئيس رؤوفين ريفلين في مراسم إحياء ذكرى ضحاياها، فكان بذلك أول رئيس إسرائيلي يشارك في مراسمها. ووصف ما حدث بـ«الجريمة النكراء» التي تجب معالجة تداعياتها. إلا أنه لم يعتذر عنها معتبرا أن اعتذار سلفه بيريز يكفي. وقال «جئت هنا اليوم كأحد أبناء الشعب اليهودي وكرئيس لدولة إسرائيل للوقوف أمام عائلات الضحايا والمصابين للشعور بألم الذكرى معكم».
وأضاف ريفلين أن «القتل الخسيس في قريتكم كفر قاسم يعد فصلا استثنائيا وأسود في تاريخ العلاقات بين العرب واليهود الذين يعيشون هنا». واعتبر أن «إسرائيل اعترفت بالجريمة التي ارتكبت هنا عن حق وعدل، واعتذرت عنها، أنا أيضا أكرر ذلك هنا اليوم وأقول: لقد ارتكبت هنا جريمة قاسية».
في أكثر من بيان وتصريح صحفي وعريضة، أعرب أهالي كفر قاسم عن مطالبتهم بالاعتراف بالمجزرة، بكل ما ينطلي عليه هذا الاعتراف من النواحي الرمزية القانونية والمادية، وكان نواب عرب في الكنيست قد قدموا مرارًا اقتراحات قوانين تفرض على إسرائيل الاعتراف بالمجزرة، لم يُصدِّق الكنيست على أي منها.

## تخليد الذكرى
منذ عام 1956، يحيي أهالي كفر قاسم والفلسطينيين في الداخل المحتل ذكرى هذه المجزرة، وفي كفر قاسم أصبح هذا اليوم عطلة رسمية ويوم حداد على الشهداء. وأقامت البلدية نصبًا تذكاريًا في نفس المكان الذي قتلوا فيه ومسجدًا يسمى بمسجد الشهداء ومتحفًا خاصًا لتخليد ذكراهم.

### قصيدة ناتان الترمان
نشرت صحيفة «دافار» الإسرائيلية، الناطقة بلسان الاتحاد العام لنقابات العمال (الهستدروت)، في 7/12/1956 قصيدة للشاعر الإسرائيلي ناتان الترمان يصف فيها شعور القلق والخزي الذي اختلج في صدور من عرفوا الأبعاد الحقيقية لهذه المذبحة، وكان من أوائل الإسرائيليين الذين أدانوا هذه المجزرة بهذه القصيدة بدأت تفاصيل الجريمة البشعة تتسرب إلى الصحافة العالمية. ويقول في جزء منها:

فلا يمكن أن يقوم مجتمع إنساني حدث فيه كل هذه النذالة والوحشية

دون أن تثور في أرجائه رعـشة غـضب وخزي،

غـضب يحمل كل نوازع السخط الإنساني والفردي

سخط النساء لاغـتيال النساء،

وسخط الأطفال لاغـتيال الأطفال دون مبرر...

### من قصائد شعراء المقاومة في المجزرة
كتب توفيق زياد في مجزرة كفر قاسم ما يلي:

| ألا هل أتاك حديث الملاحم |  | وذبح الأناسي ذبح البهائم |
| وقصة شعب تسمى:           |  | ... حصاد الجماجم         |
| ومسرحها... قرية..        |  | اسمها: كفر قاسم..؟؟      |

وكتب محمود درويش في هذه المجزرة قصيدة بعنوان «أزهار الدم»، مكونة من ستة أناشيد: معنى الدم، حوار تشرين، الموت مجانا، القتيل رقم 18، القتيل رقم 48، وعيون الموتى على الأبواب. ويقول فيها:

كفر قاسم،

قرية تحلم بالقمح وأزهار البنفسج،

وبأعراس الحمائم

كفر قاسم،

إنني عدت من الموت لأحيا، لأغني،

فدعيني أستعر صوتي من جرح توهج

وأعينيني على الحقد الذي يزرع في قلبي عوسج

إنني مندوب جرح لا يساوم

علمتني ضربة الجلاد أن أمشي على جرحي

وأمشي... ثم أمشي.... وأقاوم

## ضحايا المجزرة
المصدر: كتاب كفر قاسم الماضي والحاضر والمستقبل، في موقع كفر قاسم.

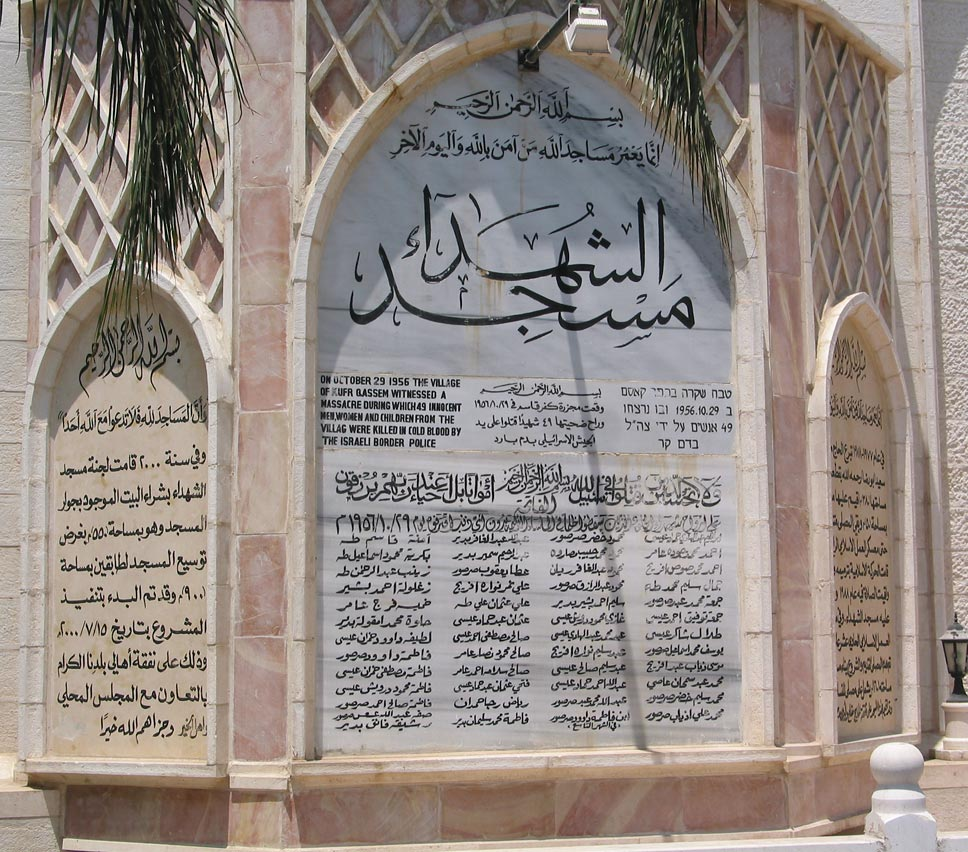
النصب التذكاري لشهداء مجزرة كفر قاسم

| رقم | الاسم                        | العمر | الحالة        |
| --- | ---------------------------- | ----- | ------------- |
| 1   | إبراهيم عبد الهادي حماد عيسى | 35    | متزوج         |
| 2   | أحمد محمد صوص فريج           | 35    | متزوج         |
| 3   | جمعة محمد عبد صرصور          | 17    | أعزب          |
| 4   | طلال شاكر عبد الله عيسى      | 8     | طفل           |
| 5   | موسى ذياب عبد حمد فريج       | 21    | أعزب          |
| 6   | محمد سليم خضر صرصور          | 15    | أعزب          |
| 7   | أحمد محمد جودي عامر          | 17    | أعزب          |
| 8   | جمال سليم محمد طه            | 11    | طفل           |
| 9   | جمعة توفيق أحمد عيسى         | 18    | أعزب          |
| 10  | يوسف محمد إسماعيل صرصور      | 52    | متزوج         |
| 11  | محمد عبد الرحمن عاصي         | 50    | متزوج         |
| 12  | محمود عبد الرازق صرصور       | 16    | أعزب          |
| 13  | سليم أحمد بشير بدير          | 51    | متزوج         |
| 14  | عبده محمد عبد الهادي عيسى    | 9     | أعزب          |
| 15  | عبده سليم صالح عيسى          | 29    | متزوج         |
| 16  | عبد الله محمد صرصور          | 9     | أعزب          |
| 17  | عبد الرحيم محمد سمير بدير    | 25    | متزوج         |
| 18  | علي نمر نوارة فريج           | 17    | أعزب          |
| 19  | غازي محمود درويش عيسى        | 20    | أعزب          |
| 20  | عبده سليم نوارة فريج         | 16    | أعزب          |
| 21  | عبد الله أحمد عيسى           | 15    | أعزب          |
| 22  | عبد الله عبد الغفار بدير     | 16.5  | أعزب          |
| 23  | عطا يعقوب صرصور              | 26    | متزوج         |
| 24  | علي عثمان علي طه             | 30    | متزوج         |
| 25  | عثمان عبده حماد عيسى         | 4     | متزوج         |
| 26  | صالح محمود نصار عامر         | 40    | متزوج         |
| 27  | بكرية محمود إسماعيل طه       | 14    | عزباء         |
| 28  | رياض رجا حمدان               | 8     | أعزب          |
| 29  | زينب عبد الرحمن طه           | 45    | متزوجة        |
| 30  | صالح مصطفى أحمد عيسى         | 17    | أعزب          |
| 31  | صالح محمد (سلامة) أحمد عامر  | 40    | أعزب          |
| 32  | فتحي عثمان عبده حماد عيسى    | 12    | أعزب          |
| 33  | آمنة قاسم سعيد طه            | 50    | متزوجة        |
| 34  | زغلولة أحمد بشير عيسى        | 45    | متزوجة        |
| 35  | خميسة فرج عامر               | 50    | متزوجة        |
| 36  | لطيفة داود خمران عيسى        | 12    | عزباء         |
| 37  | فاطمة مصطفى خمران عيسى       | 18    | عزباء         |
| 38  | فاطمة صالح أحمد صرصور        | 14    | عزباء         |
| 39  | رشيقة فائق إبراهيم بدير      | 14    | عزباء         |
| 40  | حلوة محمد عودة بدير          | 60    | متزوجة        |
| 41  | فاطمة داود أحمد صرصور        | 30    | متزوجة (حامل) |
| 42  | فاطمة محمد سليمان بدير       | 40    | متزوجة        |
| 43  | صفاء محمد عبد الله عسعس      | 45    | متزوجة        |
| 44  | عبد الله سليمان عيسى         | 90    | متزوج         |
| 45  | محمود خضر صرصور              | 27    | متزوج         |
| 46  | محمود عبد الغفار ريان        | 35    | متزوج         |
| 47  | محمود عقل جابر               | 12    | أعزب          |
| 48  | محمد علي ذياب صرصور          | 35    | متزوج         |
| 49  | محمود محمد حبيب مصاروة       | 25    | متزوج         |

### الجرحى
- جمال نمر فريج
- إسماعيل عقاب بدير
- عبد الرحيم سليم طه
- كامل تايه عامر
- صالح خليل عيسى
- هناء سليمان عامر
- سليمان عثمان عامر
- عبد الرحمن يعقوب صرصور
- توفيق حموده بدير
- عبد الله سمير بدير
- محمود صوص فريج
- مصطفى عبد القادر صرصور
- عثمان سليم بدير
- صالح لطيفة صرصور
- أسعد سليم عيسى (أبو فتحي)
- مصطفى خميس عامر (أبو انجيم)
- رجا حمدان
- صالح خضر صرصور